# 安德里伊夫卡 (拉伊夫卡市鎮)
48°14′1″N 35°42′11″E / 48.23361°N 35.70306°E
安德里伊夫卡（烏克蘭語：Андріївка）是位於烏克蘭中部的村莊，由第聶伯羅彼得羅夫斯克州裡錫內利尼科韋區的拉伊夫卡市鎮負責管轄。該村處於中捷爾薩河畔，分別距離扎波羅日耶-格魯多瓦托耶1公里和米羅柳比夫卡1.5公里，海拔高度102米，2001年人口174。